# British Sugar
British Sugar ist der einzige britische Hersteller von Zucker aus Zuckerrüben. Das Unternehmen ist eine Tochtergesellschaft von Associated British Foods und wurde 1936 durch den Sugar Industry (Reorganisation) Act gegründet. 1981 wurde British Sugar privatisiert und 1991 von Associated British Foods übernommen.

## Geschichte
Das Unternehmen wurde 1936 als British Sugar Corporation gegründet, als das britische Parlament die gesamte Zuckerrübenverarbeitungsindustrie verstaatlichte. Zu diesem Zeitpunkt gab es 13 separate Unternehmen mit 18 Fabriken im ganzen Land. 1972 begann es, seine Zuckerprodukte unter dem Namen Silver Spoon zu verkaufen.
Im Jahr 1977 verringerte eine Rechtsfrage die Regierungshaltung von 36 % auf 24 %. Im Mai 1982 wurde der Firmenname zu British Sugar plc verkürzt. Später in diesem Jahr von Berisford International übernommen.
Nachdem ein Absturz der Immobilienwerte Berisford betraf, wurde British Sugar am 2. Januar 1991 an Associated British Foods (ABF) verkauft.
Im Jahr 2004 übernahm das Unternehmen die unabhängigen Zuckerproduzenten Billingtons, der 1858 von Edward Billington and Son als Tee- und Kaffeehandelsunternehmen gegründet wurde.

### Fabriken
Die Zuckerraffinerie in Cupar wurde 1971 geschlossen und beendete das Wachstum und die Verarbeitung von Zuckerrüben in Schottland; in ihrer Blütezeit Mitte der 1930er Jahre versorgten 1.500 Landwirte die Cupar-Fabrik. 1981 wurden die Fabriken in Ely, Feldsted, Nottingham und Selby nach einer Reduzierung der zulässigen Zuckerquote geschlossen. Es folgte die Schließung der Standorte in Spalding im Jahr 1989, Peterborough und Brigg im Jahr 1991, King’s Lynn im Jahr 1994, Bardney und Ipswich im Jahr 2001, Kidderminster im Jahr 2002 und Allscott und York im Jahr 2007. Der Standort in Allscott, der 1927 in der Nähe von Telford eröffnet wurde, wurde geschlossen, weil es „an Umfang um wirtschaftlich betrieben zu werden fehlte“, während der Standort in York, North Yorkshire (eröffnet 1926), aufgrund der schlechten Ernteerträge in Nordengland geschlossen wurde.
Von den 18 Fabriken, die sich im Besitz der British Sugar Corporation befanden, verarbeiten nur noch vier Rüben – Bury St Edmunds (Suffolk), Cantley (in Norfolk, die zweite und erste erfolgreiche britische Zuckerfabrik im Jahr 1912), Newark-on-Trent (Nottinghamshire) und Wissington (westliches Norfolk und die größte in Europa). Der Standort Bury ist auch eine große Verpackungsanlage für British Sugar.
Die 12 bereits geschlossenen Standorte wurden in unterschiedlichem Maße verkauft und stillgelegt – viele große Betonsilos (für die Lagerung des Hauptprodukts, weißer Kristallzucker) blieben dort, wo die Standorte geschlossen wurden, einschließlich derer in der Fabrik Kidderminster, die 2002 geschlossen und 2006 verkauft wurde. Die Betonsilos am Standort Ipswich wurden 2018 abgerissen, 17 Jahre nach der Schließung des Standorts. Allscott wurde komplett abgerissen. Spalding wurde durch das Spalding-Kraftwert ersetzt. BP und DuPont arbeiten mit British Sugar zusammen, um eine Bioethanolanlage am BP-Standort Hull zu bauen, wie in einer Ankündigung im Juni 2007 beschrieben.

## Zuckerfabriken
Von den ursprünglichen Zuckerfabriken sind nur noch vier verblieben:
- Bury St Edmunds (Suffolk)
- Cantley (Norfolk) – die erste Zuckerfabrik des Vereinigten Königreichs
- Newark-on-Trent (Nottinghamshire)
- Wissington (Norfolk) – die größte Zuckerfabrik in Europa

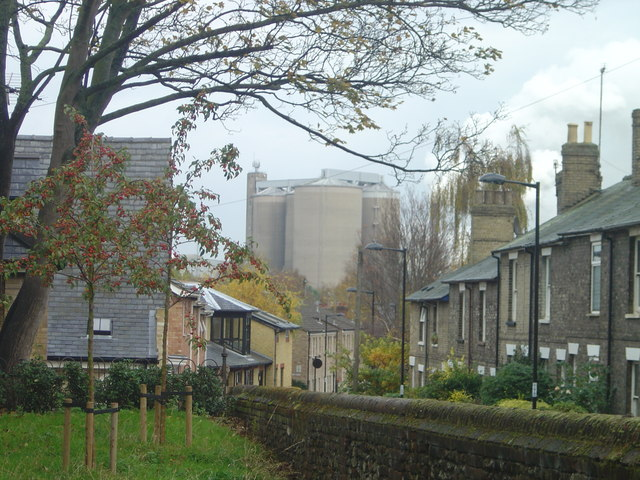
Bury St Edmunds
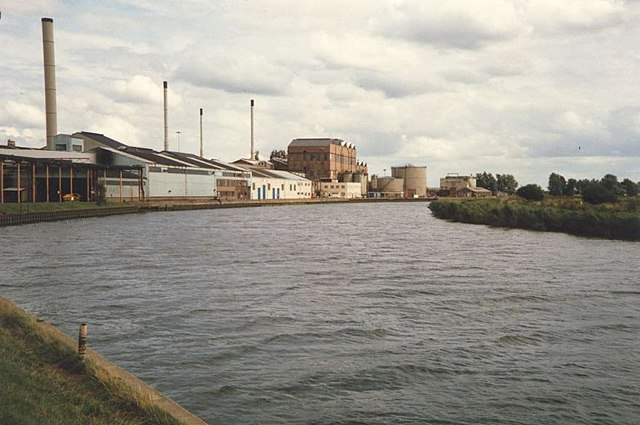
Cantley
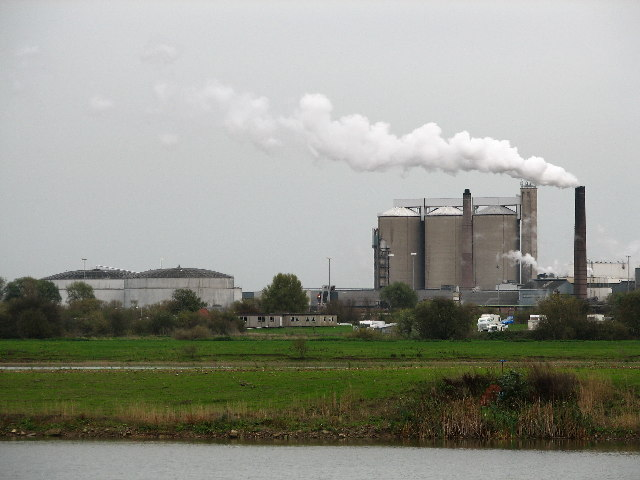
Newark-on-Trent

Die Muttergesellschaft AB Sugar besitzt außerdem Zuckerfabriken in China, Spanien (Azucarera Ebro), Polen (Czarnikow) und Südafrika (Illovo Sugar).